# Korfbal 1989-1990
Korfbalseizoen 1989-1990 is een korfbalseizoen van het KNKV. In dit seizoen is de opzet van de veldcompetitie en de zaalcompetitie hetzelfde; 2 Hoofdklasse poules met elk 8 teams. Elk team speelt 14 wedstrijden en de poulewinnaars nemen het tegen elkaar op in de finale. In de zaalcompetitie is 1 finalewedstrijd en op het veld is het een best-of-3 serie. Vanaf dit seizoen was er een kleine toevoeging aan de afwikkeling van de veldcompetitie; er werden nu kruisfinale gespeeld voorafgaand aan de finaleserie. De kampioen van Poule A speelt de kruisfinale tegen de nummer 2 van Poule B en de kampioen van Poule B speelt tegen de nummer 2 van Poule A.

## Veldcompetitie KNKV
In seizoen 1989-1990 was de hoogste Nederlandse veldkorfbalcompetitie in de KNKV de Hoofdklasse; 2 poules met elk 8 teams. Na de competitie volgen 2 kruisfinalewedstrijden en de beide winnaars nemen het tegen elkaar op in een best-of-3 finaleserie.
Hoofdklasse Veld A
| pos | club           | gs | w | g | v  | pnt | dv  | dt  | dt  |
| --- | -------------- | -- | - | - | -- | --- | --- | --- | --- |
| 1.  | DKOD           | 14 | 9 | 2 | 3  | 20  | 151 | 130 | +21 |
| 2.  | PKC            | 14 | 8 | 2 | 4  | 18  | 180 | 143 | +37 |
| 3.  | Oost-Arnhem    | 14 | 8 | 1 | 5  | 17  | 170 | 148 | +22 |
| 4.  | Fortuna        | 14 | 6 | 4 | 4  | 16  | 159 | 155 | +4  |
| 5.  | Allen Weerbaar | 14 | 6 | 2 | 6  | 14  | 134 | 139 | -5  |
| 6.  | LDO            | 14 | 5 | 2 | 7  | 12  | 149 | 155 | -6  |
| 7.  | Blauw-Wit      | 14 | 4 | 2 | 8  | 10  | 145 | 165 | -20 |
| 8.  | Drachten       | 14 | 2 | 1 | 11 | 5   | 109 | 162 | -53 |

Hoofdklasse Veld B
| pos | club         | gs | w  | g | v  | pnt | dv  | dt  | dt  |
| --- | ------------ | -- | -- | - | -- | --- | --- | --- | --- |
| 1.  | Deetos       | 14 | 12 | 2 | 0  | 26  | 192 | 124 | +68 |
| 2.  | ROHDA        | 14 | 10 | 0 | 4  | 20  | 181 | 134 | +47 |
| 3.  | SCO          | 14 | 8  | 1 | 5  | 17  | 144 | 141 | +3  |
| 4.  | Die Haghe    | 14 | 7  | 2 | 5  | 16  | 147 | 132 | +15 |
| 5.  | Dalto        | 14 | 6  | 0 | 8  | 12  | 128 | 140 | -12 |
| 6.  | DVO          | 14 | 5  | 1 | 8  | 11  | 119 | 130 | -11 |
| 7.  | Keizer Karel | 14 | 4  | 0 | 10 | 8   | 134 | 171 | -37 |
| 8.  | LUTO         | 14 | 1  | 0 | 13 | 2   | 113 | 186 | -73 |

|  | halve finale | halve finale | halve finale | halve finale |  |        | finale | finale | finale | finale |
|  |              |              |              |              |  |        |        |        |        |        |
|  |              |              |              |              |  |        |        |        |        |        |
|  | DKOD         | 12           |              |              |  |        |        |        |        |        |
|  | ROHDA        | 13           |              |              |  |        |        |        |        |        |
|  |              |              |              |              |  | ROHDA  | 14     | 15     |        |        |
|  |              |              |              |              |  | Deetos | 10     | 14     |        |        |
|  | Deetos       | 8            |              |              |  |        |        |        |        |        |
|  | PKC          | 5            |              |              |  |        |        |        |        |        |

| Veldkampioen van Nederland 1990 |
| ------------------------------- |
| ROHDA                           |

## Zaalcompetitie KNKV
In seizoen 1989-1990 was de hoogste Nederlandse zaalkorfbalcompetitie in de KNKV de Hoofdklasse; 2 poules met elk 8 teams. Het kampioenschap is voor de winnaar van de kampioenswedstrijd, waarin de kampioen van de Hoofdklasse A tegen de kampioen van de Hoofdklasse B speelt.
 Hoofdklasse A
| pos | club           | gs | w | g | v  | pnt | dv  | dt  | dt  |
| --- | -------------- | -- | - | - | -- | --- | --- | --- | --- |
| 1.  | Fortuna        | 14 | 8 | 3 | 3  | 19  | 233 | 205 | +28 |
| 2.  | Oost-Arnhem    | 14 | 8 | 2 | 4  | 18  | 227 | 189 | +38 |
| 3.  | DKOD           | 14 | 7 | 4 | 3  | 18  | 237 | 209 | +28 |
| 4.  | Dalto          | 14 | 7 | 2 | 5  | 16  | 209 | 207 | +2  |
| 5.  | AKC Blauw-Wit  | 14 | 7 | 0 | 7  | 14  | 216 | 218 | -2  |
| 6.  | Allen Weerbaar | 14 | 6 | 1 | 7  | 13  | 181 | 193 | -12 |
| 7.  | Wordt Kwiek    | 14 | 4 | 3 | 7  | 11  | 211 | 224 | -13 |
| 8.  | TOP            | 14 | 1 | 1 | 12 | 3   | 194 | 263 | -69 |

Hoofdklasse B
| pos | club         | gs | w  | g | v  | pnt | dv  | dt  | dt  |
| --- | ------------ | -- | -- | - | -- | --- | --- | --- | --- |
| 1.  | Deetos       | 14 | 12 | 1 | 1  | 25  | 259 | 192 | +67 |
| 2.  | ROHDA        | 14 | 12 | 0 | 2  | 24  | 280 | 221 | +59 |
| 3.  | PKC          | 14 | 9  | 2 | 3  | 20  | 234 | 187 | +47 |
| 4.  | DOS'46       | 14 | 8  | 2 | 4  | 18  | 253 | 237 | +16 |
| 5.  | SCO          | 14 | 4  | 3 | 7  | 11  | 205 | 209 | -4  |
| 6.  | Keizer Karel | 14 | 3  | 2 | 9  | 18  | 214 | 253 | +39 |
| 7.  | Swift        | 14 | 2  | 2 | 10 | 6   | 205 | 259 | -54 |
| 8.  | LUTO         | 14 | 0  | 0 | 14 | 0   | 165 | 257 | -92 |

De finale werd gespeeld op zaterdag 17 maart 1990 in sportpaleis Ahoy, Rotterdam
| Hoofdklasse Finale |         |    |
|                    |         |    |
| A1                 | Fortuna | 14 |
| B1                 | Deetos  | 12 |

| Zaalkampioen van Nederland 1990 |
| ------------------------------- |
| Fortuna                         |

## Prijzen
| Award                        | Winnaar            | Club           |
| ---------------------------- | ------------------ | -------------- |
| Beste Speler                 | Oscar Mulders      | Deetos         |
| Beste Speelster              | Mirelle Fortuin    | Deetos         |
| Coach van het Jaar           | Anton Mulders      | Deetos         |
| Beste Debutant van het Jaar  | Taco Poelstra      | ROHDA          |
| Beste Debutante van het Jaar | Jeannette van Beek | Allen Weerbaar |